# Armada espagnole de 1596
Pour les articles homonymes, voir Armada.
Guerre anglo-espagnole (1585-1604)
La seconde Armada espagnole, également connue sous le nom d'Armada espagnole de 1596,, est une opération navale menée pendant la guerre anglo-espagnole. Une autre invasion de l'Angleterre ou de l'Irlande est tentée à l'automne 1596 par Philippe II d'Espagne. Dans une tentative de venger le sac de Cadix par les Anglais en 1596, Philippe ordonne immédiatement une contre-attaque dans l'espoir d'aider les rebelles irlandais à se soulever contre la couronne anglaise. La stratégie consiste à ouvrir un nouveau front, obligeant les troupes anglaises à s'éloigner de la France et des Pays-Bas, où ils se battent également,.
L'Armada, commandée par l'Adelantado Martín de Padilla (en), se réunit à Lisbonne, Vigo et Séville et démarre en octobre. Avant son départ des eaux espagnoles, des tempêtes frappent la flotte au large du cap Finisterre. Ces tempêtes détruisent l'Armada : causant d'importants dégâts, elles obligent les navires à regagner leur port d'attache. Près de 5 000 hommes meurent, touchés par la tempête ou la maladie, et 38 navires sont perdus, ce qui est suffisant pour un report à long terme de l'entreprise irlandaise. Les pertes matérielles et financières s'ajoutent à la banqueroute du royaume espagnol, à l'automne de 1596.

## Contexte
L’Espagne et l’Angleterre sont en guerre depuis près de douze ans et aucune des deux parties n’a pris le dessus. Le résultat de l'intervention de Philippe II dans la guerre de religion en France en faveur de la Ligue catholique est que les forces espagnoles ont établi des garnisons côtières le long des côtes française et flamande à la fin des années 1580. Ces bases ont une énorme valeur stratégique, car elles placent l'Angleterre sous la menace rapprochée de la flotte et des troupes espagnoles. L'Angleterre, de son côté, est également intervenue en France, mais à l'appui de Henri IV, à la suite du traité de Greenwich de 1591. Les Espagnols se sont emparés de Calais en 1596 (en), ce qui signifie qu'une attaque contre l'Angleterre est potentiellement réalisable. Après des demandes françaises désespérées pour les empêcher de signer la paix avec l'Espagne, les Anglais signent une Triple Alliance (en) avec la République néerlandaise et la France.
L'Angleterre envoie une armada sous les ordres de Robert Devereux et Charles Howard à Cadix, qui est capturée, renvoyée et tenue pendant deux semaines à l'été de 1596. Peu de temps après, Philippe prend en considération la défense de la péninsule mais est surtout motivé par la vengeance, même si cela implique de vendre tout ce qu'il a.
Le principal exilé jésuite anglais en Espagne, Robert Persons, rencontre Philippe dans une audience, dans l'espoir de tirer parti de la situation afin de pousser le roi à l'action. Persons plaide pour une attaque pendant l'hiver quand la reine s'y attendra le moins. Cela implique une armée de taille modérée plutôt qu'une vaste Armada, qui donnerait un élément de surprise, et pour laquelle des personnes firent référence à l'armada ratée de 1588.
Person explique que le point d'entrée pour les Espagnols devrait être l'Écosse, le Kent ou Milford Haven au pays de Galles, faisant référence à Henry VII qui y avait réussi à une invasion en 1485. On s'attend à ce que les Espagnols trouvent à cet endroit un vaste réservoir de soutien catholique. Des cartes détaillées des ports d'Angleterre et du pays de Galles sont établies ; d'autres projets suggèrent d'occuper l'île de Wight,. Un certain nombre de conseillers du roi considèrent toutefois l'invasion de l'Irlande comme un meilleur moyen de déstabiliser l'Angleterre. L'idée d'utiliser l’Irlande comme tremplin d’une invasion de l'Angleterre n’est pas nouvelle ; Le marquis de Santa Cruz, le premier commandant de l'Armada espagnole, avait préconisé un débarquement à Cork ou à Wexford en 1586. Le plan ne fut annulé qu'en raison des retards causés par le raid de Drake sur Cadix l'année suivante.
Philippe commence par ordonner à Martín de Padilla (en), comte de Santa Gadea, l'Adelantado, de constituer une nouvelle flotte destinée à débarquer en Irlande, dans l'espoir d'amplifier la rébellion dirigée par Hugh O'Neill, comte de Tyrone. Dès 1595, O'Neill et Hugh Roe O'Donnell écrivent à Philippe pour demander de l'aide et lui proposent de devenir ses vassaux. Il propose également que son cousin l'archiduc Albert soit nommé prince d'Irlande. Ces discussion ne débouchent cependant sur rien de concret. Philippe répond par des encouragements en janvier 1596, à conserver la foi en la religion catholique, leur intervention en Espagne, et à ne pas faire la paix avec Élisabeth. Pour les Espagnols, la stratégie est simple : la guerre en Irlande crée un nouveau front, qui devrait obliger les Anglais à déplacer des troupes des combats dans les Provinces-Unies pour les envoyer combattre en Irlande. Aux yeux de l'Espagne, les Anglais n'avaient simplement pas les moyens de se battre simultanément sur ces deux fronts.

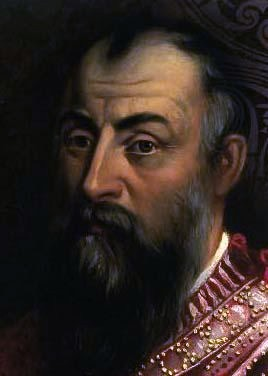
Hugh Ó Neill, 2e comte de Tyrone

Philippe II place beaucoup d'espoir dans la nouvelle Grande Armada organisée à Lisbonne. Elle comprend quinze galions de Castille et neuf du Portugal, 53 bateaux flamands et allemands saisis, six pinasses et une caravelle, avec 10 790 hommes. 2 500 soldats doivent partir de Séville à bord de 30 flibots pour rejoindre la flotte à Lisbonne. Au nord, à Vigo, 41 autres navires de différents tonneaux attendent, avec environ 6 000 hommes. L'effectif total de l'Adelantado consiste en 11 000 fantassins malades et mal équipés et de 3 000 cavaliers, auxquels s'ajoutaient 5 500 marins.
À côté de l'Adelantado, les principaux dirigeants sont Carlos de Arellano, le major-général Sancho Martínez de Leyva (es) et le général amiral Diego Brochero (en). Les rumeurs vont bon train et bien avant son départ effectif, les autorités espagnoles sont informées du débarquement de leurs troupes sur le territoire de O'Neill. À Lisbonne, Cornelius O'Mulrian suit avec intérêt les intenses préparatifs de la nouvelle Armada. Selon les informations que le nonce envoie à Rome, l'invasion de l'Irlande est imminente. Il souhaite envoyer O'Mulrian, ainsi que de nombreux jésuites et autres prêtres, pour organiser la restauration catholique en Irlande.
En juillet, le comte d'Essex est informé par des espions et des marchands qu'il y a quarante-six navires à Lisbonne et que de nouveaux navires de guerre sont en construction à de nombreux endroits sur la côte de Biscay. Cette information est transmise à la reine Élisabeth, mais elle est également informée que rien ne se produira, en raison des tempêtes d'automne prévues. Néanmoins, des préparatifs sont faits et la marine est mise en alerte ; des renforts sont envoyés pour protéger l'île de Wight, Falmouth et même l'embouchure du Medway où, à Chatham, la flotte anglaise est à quai. Les inquiétudes principales du commandant de campagne anglais Lord Willoughby concernent toutefois l’Irlande, l’Écosse et les villes cautionnées (en) néerlandaises telles que Flushing.

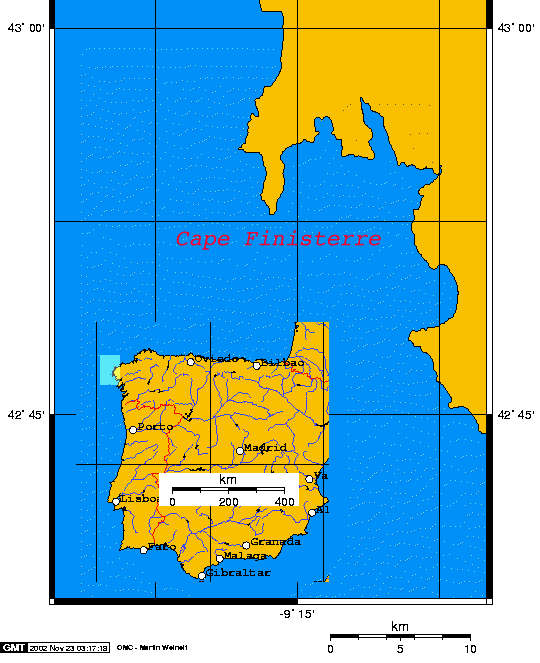
Localisation du cap Finistère

Au début du mois d'octobre, l'Armada n'est toujours pas en état de partir. Le manque de nourriture et d'argent ainsi qu'une potentielle mutinerie retardent de force l'expédition, ce qui exaspère Philippe. L'Adelantado a pour priorité principale la préparation de l'Armada, mais il demande bientôt à être relevé de son commandement pour se défendre, ce que Philippe refuse. En place, Philippe annule subitement l’entreprise irlandaise ; les causes de sa décision sont les mauvaises conditions météorologiques, la saison tardive et la maladie parmi les équipages des navires. Au lieu de cela, l'Adelantado doit se rendre à La Corogne, où il doit recevoir l'ordre de s'emparer du port français de Brest qu'il a brièvement occupé en 1594, avant d'être vaincu par les troupes anglo-françaises qui sy'installent. Brest est choisie principalement parce que la ville est plus proche de l'Espagne, mais aussi parce qu'elle pourrait servir de base pour attaquer l'Angleterre et aider les rebelles irlandais.

### Exécution
Le 24 octobre au matin, les conditions météorologiques permettent finalement à l'Armada, qui compte 81 navires, de quitter le port de Lisbonne. La flotte ainsi que l'armée partent de Lisbonne le 25 octobre en direction de La Corogne et naviguent en toute sécurité jusqu'à Viana do Castelo où elles doivent mouiller et attendre le vent. Quand le vent arrive, elles s'approchent du cap Finisterre, qui se termine au nord-ouest de la péninsule espagnole. Ce devait être leur point le plus éloigné et presque immédiatement ils rencontrent une tempête inattendue. Les autres navires qui ont réussi à traverser le cap sont dispersés dans les ports du golfe de Gascogne ; beaucoup d'entre eux sont endommagés. L'ensemble de la force espagnole a cessé d'exister en tant que flotte de combat efficace. Seuls quarante navires endommagés ont réussi à faire demi-tour et à entrer dans le port de Ferrol. L’Adelantado est à leur bord sur le navire amiral San Pablo.
Le 1er novembre, le retour du reste de la flotte permet d'estimer le coût de l'opération; l'Adelantado informe le tribunal de la catastrophe à la grande tristesse de Philippe.
Entre-temps, des informations selon lesquelles la préparation du débarquement d'une armada commencent à filtrer en Angleterre. Selon une autre rumeur d'origine irlandaise, 1500 Espagnols devaient accoster en Irlande pour appuyer une rébellion coordonnée sur l'île entière. Charles Howard envoie une puissante flotte comprenant 13 galions pour retrouver les restes démembrés de l'armada, mais ne trouve que des épaves et des corps flottants. Un flibot espagnol est toutefois capturé avec 200 membres de son équipage, ce qui permet de découvrir et connaitre l'étendue de l'Armada,.
Aucun des navires espagnols n’atteint la Manche ou Brest: l’Irlande et l’Angleterre sont ainsi épargnés.

## Conséquences
Au début, les dégâts semblent minimes et Philippe espère qu'une fois que l'Adelantado aura rassemblé ses navires, il pourra continuer son voyage, mais avec le temps, l'énormité du désastre devient évidente. Les pertes subies par l'Armada à El Ferrol sont importantes. Le désastre cause une atmosphère de confusion générale et de tristesse à la cour. À la mi-novembre, le nonce envoie un résumé douloureux des faits : trente navires sont perdus, treize se sont écrasés dans les récifs et il y a eu beaucoup de morts parmi les hauts gradés portugais. Dix-huit des navires coulés sont des hourques soumises à un embargo, dont la perte peut facilement être comblée, mais cinq des principaux navires du roi appelés les apôtres ont sombré, la perte la plus grave étant celle du galion Santiago de 900 tonnes, qui transportait 330 soldats ainsi que des marins ; seuls vingt-trois de ces hommes survivent. La maladie a ravagé les navires depuis leur arrivée au port. Ceux-ci ne peuvent pas être remplacés aussi facilement et il y a peu de survivants chez les autres. En tout, près de 5 000 hommes périssent dans des naufrages ou meurent ou sont malades.
Alors que l'ampleur de la catastrophe est de mieux en mieux connue, Philippe annule l'entreprise à contrecœur le 13 novembre. Le désastre est ruineux en termes de finances, car les navires La Capitana de Levante et Santiago qui transportent chacun des caisses de paiement de 30000 ducats, sont perdus. Le reste de l'Armada doit hiverner en Espagne et partir le printemps suivant, sans autres diversion ou reports. En janvier 1597, une grande crainte s'empare de la Galice quant à l'éventualité que la marine anglaise pourrait se présenter à tout moment, situation similaire à celle de 1589. L'Armada est reconstruite à El Ferrol, avec une artillerie de remplacement, et de l'argent récupéré des épaves. Les autorités espagnoles sont davantage préoccupées par la défense de la péninsule.
Le choc de la catastrophe résonne dans tous les coins des dominions de Philippe, relâchant partout les liens déchirés de son système, et menaçant de compléter ce que la campagne réussie d'Essex à Cadiz avait laissée sans suite. Après la défaite de Cadix, le roi d’Espagne est confronté à une banqueroute : à la suite de l'effondrement de l’Armada, il est contraint de suspendre le paiement de ses créanciers. Philippe déclare alors la troisième faillite majeure de son règne. Le roi souhaite désespérément un report de l'action de l'Armada, et pas un abandon. Il est alors contraint d'emprunter encore plus d'argent, mais cette fois auprès de ses avoirs fonciers italiens.
Les dirigeants irlandais en exil continuèrent de croire que l'Armada était destinée à l'Irlande. Un an plus tard, une autre tentative est faite, mais cette fois-ci, après de nombreux changements de stratégie, c'est l'Angleterre qui est choisie, combinée à la destruction de la flotte anglaise qui revenait du l'expédition Essex-Raleigh (en). L'Armada de 1597 est envoyée à l'automne et malgré la tempête qui disperse la flotte, certains navires réussissent à atteindre et, dans certains cas, à débarquer des troupes en Cornouailles et au pays de Galles. Avec la majorité de la flotte dispersée et peu de cohésion entre les navires, l'Adelantado ordonnera cependant à la flotte de se retirer en Espagne, perdant un certain nombre de navires au profit de la flotte anglaise de retour que les espagnols n'ont pas réussi à détruire.